# Episodi di Fresh Pretty Cure!

Logo occidentale della serie

Lista degli episodi di Fresh Pretty Cure!, sesta serie anime di Pretty Cure, trasmessa in Giappone su TV Asahi dal 1º febbraio 2009 al 31 gennaio 2010. In Italia è stata trasmessa su Rai 2 dal 16 giugno 2012 al 2 febbraio 2013.
Le sigle originali di apertura, Let's! Fresh Precure! (Ｌｅｔ'ｓ！フレッシュプリキュア！?) per gli ep. 1-25 e Let's! Fresh Precure! ~Hybrid ver.~ (Ｌｅｔ'ｓ！フレッシュプリキュア！ ～Ｈｙｂｒｉｄ ｖｅｒ．～?) per gli ep. 26-50, sono cantate da Mizuki Moie, mentre quelle di chiusura, You make me happy! per gli ep. 1-25 e H@ppy Together!!! per gli ep. 26-50, da Momoko Hayashi. Le sigle italiane, invece, sono interpretate da Noemi Smorra.
Giovedì 30 agosto 2012, Rai 2 ha mandato in onda per errore l'episodio 42 al posto della serie Battle Spirits - Brave, senza segnalarlo nel palinsesto; l'episodio è stato poi ritrasmesso regolarmente sabato 8 dicembre 2012.

## Lista episodi
| Nº | Titolo italiano Giapponese 「Kanji」 - Rōmaji - Traduzione letterale | In onda           | In onda           |
| Nº | Titolo italiano Giapponese 「Kanji」 - Rōmaji - Traduzione letterale | Giapponese        | Italiano          |
| 1  | È nata Cure Peach 「もぎたてフレッシュ！キュアピーチ誕生！！」 - Mogitate furesshu! Kyua Pīchi tanjō!! – "Fresh appena colta! Cure Peach è nata!!" | 1º febbraio 2009  | 16 giugno 2012    |
| 1  | Per fermare la minaccia dei Labyrinth, il cui capo Moebius vuole impossessarsi della memoria Infinity per controllare tutti i mondi paralleli, l'anziano saggio del Paese dei Dolci invoca l'aiuto di quattro chiavi magiche dette Pickrun e manda il furetto principe Tart con la fata neonata Chiffon alla ricerca delle Leggendarie Guerriere. Love Momozono è una ragazza vivace, impulsiva e sensibile che a volte tende a curarsi più degli altri che di se stessa. Dopo essersi persa in una strada diversa dal solito per tornare a casa, riceve in regalo da sua madre Ayumi il biglietto per un concerto del suo gruppo musicale preferito, le Trinity. Lo spettacolo però viene rovinato dall'arrivo di una ragazza al servizio nemico, Eas, e il suo mostro Nakewameke che semina il panico tra gli spettatori. Love corre in soccorso di Miyuki, leader delle Trinity e suo idolo, per proteggerla: sentendo la sua determinazione, Pirun, il Pickrun rosa, entra nel cellulare della ragazza che diviene un Linkrun e le permette di trasformarsi nella Pretty Cure dell'Amore, Cure Peach. Senza rendersi conto, la guerriera sgomina l'attacco nemico e solo successivamente, a mente fredda, realizza di non aver capito cosa sia accaduto. |                   |                   |
| 2  | È nata Cure Berry 「つみたてフレッシュ！キュアベリー誕生！！」 - Tsumitate furesshu! Kyua Berī tanjō!! – "Fresh appena raccolta! Cure Berry è nata!!" | 8 febbraio 2009   | 17 giugno 2012    |
| 2  | Ancora sconvolta per quanto accaduto, Love viene informata da Tart che, essendo diventata una Pretty Cure, è compito suo fermare i seguaci di Moebius denominati Labyrinth che mirano al dolore della gente per riempire il Misuratore d'Infelicità e portare così all'apparizione della memoria Infinity, entità divina attraverso la quale è possibile controllare tutti i mondi paralleli. Nel frattempo l'aspirante modella Miki Aono, un'amica d'infanzia di Love, trascorre il pomeriggio in compagnia del fratello minore Kazuki Ichijo, ma entrambi rimangono bloccati da un attacco di Eas. Il tentativo di Miki di mettere in salvo Kazuki prima di se stessa viene apprezzato da Burun, il Pickrun blu, il quale entra nel cellulare della ragazza che diviene un Linkrun e le permette di trasformarsi nella Pretty Cure della Speranza, Cure Berry. Raggiunta sul posto da Peach, Berry sconfigge la nemica che è costretta nuovamente a ritirarsi. Miyuki delle Trinity, per ringraziare di averla protetta dal mostro durante il concerto della scorsa volta, si offre come insegnante di ballo per Love, e lei sceglie di coinvolgere anche Miki.                                                                                            |                   |                   |
| 3  | È nata Cure Pine 「とれたてフレッシュ！キュアパイン誕生！！」 - Toretate furesshu! Kyua Pain tanjō!! – "Fresh appena mietuta! Cure Pine è nata!!" | 15 febbraio 2009  | 23 giugno 2012    |
| 3  | La pacata Inori Yamabuki vorrebbe unirsi alle lezioni di ballo di Love e Miki, sue amiche sin dall'infanzia, ma ha poca autostima e si vergogna ad esibirsi davanti ad altre persone. Trova, però, conforto prendendosi cura di Lucky, un cane appartenente allo studio veterinario di suo padre Tadashi, il quale le ha trasmesso la passione per gli animali. Eas, incapace di accettare di aver perso più volte contro le Pretty Cure, prende di mira Lucky e il suo padroncino Takeshi e scatena il caos. Lo scontro si rivela duro e Kirun, il Pickrun giallo, percependo il desiderio di Inori di voler placare la situazione, entra nel cellulare della ragazza che diviene un Linkrun e le permette di trasformarsi nella Pretty Cure della Preghiera, Cure Pine. Unitasi alla lotta con le compagne, la guerriera fa tornare in sé Lucky e riporta la calma. In conclusione, Inori trova il coraggio di chiedere a Love e Miki di poter prendere le lezioni di ballo insieme a loro, che si dimostrano ben felici di accoglierla. |                   |                   |
| 4  | Gli scherzetti di Chiffon 「シフォンが迷子？町中もう大騒ぎ！！」 - Shifon ga maigo? Machijū mō ōsawagi!! – "Chiffon si è persa? L'intera città è già in sommossa!!" | 22 febbraio 2009  | 24 giugno 2012    |
| 4  | Tart, in sua assenza, affida Chiffon alle cure di Love, Miki e Inori. Le tre ragazze si trovano in difficoltà poiché non conoscono le esigenze della fata neonata, la quale possiede dei poteri extrasensoriali ed è di malumore. Quando infatti viene sgridata per il suo comportamento, Chiffon utilizza i suoi poteri per sfuggire e andarsene a curiosare in giro per la città. La sua ricerca per Love e le altre è affannosa e a tratti pericolosa, soprattutto perché senza rendersene conto Chiffon si diverte a mettere nei guai le persone con i suoi scherzetti, causando strani eventi. Un ragazzo al servizio dei Labyrinth, Wester, osserva la situazione e sceglie di attaccare. Le Pretty Cure respingono il nemico e ritrovano Chiffon, scoprendo infine che la piccola era di cattivo umore soltanto perché aveva fame. Tart, con le sue annotazioni, non era riuscito a spiegare come accudirla e nutrirla attraverso il VitaCure e il potere dei Pickrun. |                   |                   |
| 5  | Pericolo al parco divertimenti 「遊園地でドキドキ！ワクワクデート気分！？」 - Yūenchi de dokidoki! Wakuwaku dēto kibun!? – "Batticuore al parco divertimenti! L'eccitante umore di un appuntamento!?" | 1º marzo 2009     | 30 giugno 2012    |
| 5  | Yuki Sawa ha una cotta per Miki e con i due amici Daisuke Chinen e Kento Mikoshiba si reca alla casa degli indovini, soggiornata sotto mentite spoglie dai Labyrinth, per ricevere un suggerimento su dove invitarla per un appuntamento. Wester indica il parco divertimenti come luogo ideale, ma Miki comunica di non essere interessata salvo poi, grazie alla collaborazione di Daisuke e Love, accettare. Sul posto, il gruppo si divide a coppie: Daisuke tenta invano fra le attrazioni di invitare Love al prossimo concerto delle Trinity, Yuki quasi non riesce a parlare con Miki e non si sente alla sua altezza, mentre Kento si fa vedere forte con Inori nonostante abbia paura della casa degli orrori. Wester sceglie proprio il parco divertimenti per scatenare l'infelicità ma le Pretty Cure battono il suo Nakewameke e riprendono dalle sue grinfie Daisuke e Yuki che si era precipitato con coraggio a salvarlo. Dopodiché, Miki ringrazia Yuki per la giornata divertente e si allontana con il suo fidanzato, lasciando così agli altri rimasti il compito di confortarlo per la delusione amorosa. |                   |                   |
| 6  | Sparizioni misteriose 「消えたハンバーグ！大好きなものを守れ！！」 - Kieta hanbāgu! Daisuki na mono wo mamore!! – "Gli hamburger scomparsi! Proteggi le cose alle quali tieni!!" | 8 marzo 2009      | 1º luglio 2012    |
| 6  | Per i Labyrinth, la comparsa delle Pretty Cure comincia ad essere fastidiosa ma il terzo membro, Soular, è sicuro di avere la meglio sulle avversarie. Grazie ad un Nakewameke in grado di cancellare ogni cosa, Soular mira ad eliminare ciò che i bambini amano di più e riempire così il Misuratore della loro infelicità. A causa degli eventi, la madre di Love fraintende il gesto della ragazza di aver preparato la cena e le due hanno un diverbio. Intanto, le sparizioni in città sono sempre più numerose e Love, Miki e Inori deducono presto che è opera dei Labyrinth. Soular sceglie in ultimo di eliminare la figura dei genitori causando la sparizione tra gli altri della madre di Love, la quale non fa in tempo a scusarsi per quanto era successo tra loro. Le Pretty Cure mettono fine al piano del nemico e, ripristinata la normalità, Love e sua madre si riconciliano l'una con l'altra poco prima di sedersi a cena. |                   |                   |
| 7  | Setsuna e Love, il quadrifoglio dell'amicizia! 「せつなとラブ 友情のクローバー！」 - Setsuna to Rabu Yūjō no kurōbā! – "Setsuna e Love: il quadrifoglio dell'amicizia!" | 15 marzo 2009     | 7 luglio 2012     |
| 7  | Eas informa il Maestro Moebius del suo piano di fare amicizia con Love e sottrarle, quando meno se lo aspetta, il Linkrun che le serve per trasformarsi in Pretty Cure. Sotto l'innocente aspetto di Setsuna Higashi, Eas trova Love per le vie della città e scaltramente le ricorda del loro primo incontro alla casa degli indovini quando Love si perse nel bosco. Love si trova subito a suo agio con Setsuna, ma i tentativi di quest'ultima di mettere le mani sul Linkrun si rivelano nulli quando anche Miki e Inori si uniscono alla loro uscita. Alla domanda su quale sia la sua felicità, Setsuna fatica a trovare una risposta. Le quattro ragazze si dirigono poi ad un evento di lotteria a premi e Love vince una collana, scelta tra l'altro da Setsuna. Wester sferra un attacco, intralciando Eas/Setsuna che è costretta a mettersi al riparo affinché le Pretty Cure possano intervenire. Setsuna riceve la collana a forma di quadrifoglio da parte di Love, in segno della loro nuova amicizia, e una volta tornata a casa è soddisfatta di aver instaurato un legame con colei che desidera sconfiggere. |                   |                   |
| 8  | Il nuovo potere di Cure Peach 「シフォン大ピンチ！ピーチの新しい力！！」 - Shifon dai pinchi! Pīchi no atarashī chikara!! – "Chiffon nei guai! Il nuovo potere di Peach!!" | 22 marzo 2009     | 8 luglio 2012     |
| 8  | Il VitaCure di Chiffon finisce e Tart va nel panico perché la ricetta per prepararne dell'altro è scomparsa. Love avvia una serie di tentativi di sostituire il prodotto con altro cibo, ma è inutile perché Chiffon li rifiuta e piange. Quello che serve per preparare il VitaCure non si trova esattamente sulla Terra, ma Tart sostiene che si potrebbe usare qualcosa di simile. Love, Miki e Inori iniziano la realizzazione degli ingredienti, ma rimangono perplesse sull'ultimo, ovvero l'aureola di un angelo, finché non parlano con Kaoru, un uomo che vende ciambelle al parco, e si convincono che sia una ciambella ciò che serve. Durante lo scontro con Wester, Cure Peach dà tutta se stessa per non fare aspettare ancora Chiffon che ha fame: il suo sforzo viene notato dalla piccola fata che stabilisce un legame col suo Pickrun, che a sua volta dona alla guerriera il potere del Cure Stick, la Peach Rod. Infine le ragazze riempiono un nuovo biberon di VitaCure ma ormai, poiché ha sviluppato nuova energia, Chiffon è passata ad un'altra fase della sua crescita e può mangiare cibi più elaborati. |                   |                   |
| 9  | Top model o Pretty Cure? 「美希の夢 私プリキュアやめる！！」 - Miki no yume Watashi Purikyua yameru!! – "Il sogno di Miki: smetto di essere una Pretty Cure!!" | 29 marzo 2009     | 14 luglio 2012    |
| 9  | Il sogno di Miki è quello di diventare una top model. Informata da Kazuki, che Love e Inori scoprono essere non il suo fidanzato ma suo fratello che già conoscevano da bambine, Miki si mostra entusiasta di prendere parte ad un imminente concorso; colei che vince potrà viaggiare per il mondo e questo significa per Miki dover lasciare il ruolo di Pretty Cure. Love e Inori, ma non Tart che è contrario, accettano la decisione dell'amica di concentrarsi sulla carriera da modella e il giorno seguente iniziano le selezioni. Miki passa il primo turno, ma Wester torna a raccogliere l'infelicità delle persone mettendo Cure Peach e Cure Pine in netto svantaggio contro di lui. Appresa la notizia dello scontro scoppiato lì vicino, Miki ha un attimo di esitazione prima di abbandonare tutto e correre, grazie anche all'aiuto di Kaoru, in soccorso delle sue compagne. Love e Inori sono dispiaciute che Miki abbia dovuto lasciare il concorso a cui teneva tanto per aiutarle, ma lei le rincuora dicendo che in ogni caso non le avrebbe abbandonate. |                   |                   |
| 10 | Scambi incrociati 「タルトが祈里で祈里がタルト！？」 - Taruto ga Inori de Inori ga Taruto!? – "Tart è Inori e Inori è Tart!?" | 5 aprile 2009     | 15 luglio 2012    |
| 10 | Sebbene ami gli animali e i suoi genitori gestiscano una clinica veterinaria, Inori ha la fobia dei furetti, tra cui Tart. Soular attiva un Nakewameke in grado di scambiare i corpi tra persone e animali, causando malcontento tra la gente e tale sorte tocca anche a Inori e Tart che si ritrovano l'una nel corpo dell'altro. Mentre si cerca di capire cosa stia succedendo, Inori viene chiamata da suo padre per dare una mano in clinica vista la grande affluenza di persone/animali. Inori confessa di essere diventata un furetto a suo padre che, mentre le cura un taglio sulla coda, trova buffo che sua figlia si sia trasformata nell'animale che teme di più. La ragazza ricorda poi quando da piccola un furetto l'aveva morsa e suo padre le spiega che gli animali percepiscono il dolore in modo diverso dagli uomini. Ancora l'una nel corpo dell'altro, Cure Pine aiuta Cure Berry e Cure Peach a sconfiggere Soular. Questo fa sì che torni la normalità tra le persone e gli animali e sia Inori che Tart tornino ciascuno al proprio corpo. Dopo quest'esperienza, Inori sente di non essere più spaventata dai furetti. |                   |                   |
| 11 | L'amicizia trionfa 「ミユキの怒り！もうダンスは教えない！？」 - Miyuki no ikari! Mō dansu wa oshienai!? – "La rabbia di Miyuki! Non ci insegnerà più danza!?" | 12 aprile 2009    | 21 luglio 2012    |
| 11 | A causa di un combattimento che le ha tenute impegnate, Love e le altre arrivano tardi alla lezione di ballo di Miyuki. Quest'ultima, non potendo sapere il reale motivo del ritardo, mette in dubbio la loro serietà e dice di non aver tempo da perdere. Le ragazze sono dispiaciute e vorrebbero riappacificarsi con Miyuki, tuttavia molto impegnata nel lavoro col gruppo delle Trinity. Setsuna approfitta della situazione per instillare in Love il pensiero che non sarà mai felice vicino alla presenza di Miyuki: questo getta la ragazza ancora più nello sconforto; grazie a Daisuke, però, ottiene l'agenda di impegni di Miyuki e si dirige verso lo studio televisivo dove sta registrando per scusarsi di persona. Lì, Peach viene bloccata da un Nakewameke di Eas, che viene poi sconfitto con l'arrivo anche di Pine e Berry. Love e le altre riescono a scusarsi con Miyuki e viceversa, in quanto sa che a volte le cose possono essere difficili, e insieme decidono di riprendere le lezioni di ballo. |                   |                   |
| 12 | Il grande progetto di Keitaro 「みんなで変身！フサフサ大作戦！！」 - Minna de henshin! Fusafusa daisakusen!! – "Tutti si trasformano! Il grande progetto delle parrucche!!" | 19 aprile 2009    | 22 luglio 2012    |
| 12 | Il padre di Love, Keitaro, ha la bizzarra idea di realizzare una parrucca per animali domestici. Tart viene scelto come modello per provarle, e Love ricorda sin da bambina quanto suo padre, lavorando in una fabbrica specifica, ne fosse ossessionato. Assieme al padre di Inori, Tadashi, che fa il veterinario, Keitaro progetta un tipo di parrucca per animali che sia comoda ma allo stesso tempo alla moda. Nel frattempo Wester le tenta tutte pur di guadagnare infelicità per il Misuratore, costringendo infine gli umani a portare improbabili parrucche e acconciature, ma ottiene l'effetto opposto, con grandi risate da parte di tutti. Le Pretty Cure battono il nemico e Love viene a sapere che l'intento del progetto delle parrucche era suo padre che desiderava fare qualcosa di cui lei sarebbe stata orgogliosa di lui. |                   |                   |
| 13 | Chiffon sta male 「シフォンが病気！？パインの新しい力！！」 - Shifon ga byōki!? Pain no atarashī chikara!! – "Chiffon sta male!? Il nuovo potere di Pine!!" | 26 aprile 2009    | 28 luglio 2012    |
| 13 | Chiffon non si sente bene e Inori, secondo quello che ha imparato da suo padre, prova a capire cosa abbia la neonata, ma con scarsi risultati. Senza consigli di entrambi i genitori, che sono fuori casa in visita a una fattoria vicina per lavoro, Inori trascorre l'intera notte a fare ricerche, soprattutto quando vede che Chiffon peggiora notevolmente nello stato di salute. Quando poi Soular sferra un attacco, a Cure Pine spetta la scelta se andare o meno ad aiutare le compagne in battaglia e lasciare indietro Chiffon. La neonata capisce il disagio e stabilisce un legame col suo Pickrun, che a sua volta dona alla guerriera il potere del Cure Stick, il Pine Flute. Scacciato via il nemico, Inori fa sentire meglio Chiffon, la quale in realtà era soltanto costipata. |                   |                   |
| 14 | La quarta Pretty Cure 「４人目のプリキュア！？アカルンを探せ！！」 - Yo-nin-me no Purikyua!? Akarun wo sagase!! – "La quarta Pretty Cure!? Troviamo Akarun!!" | 3 maggio 2009     | 29 luglio 2012    |
| 14 | Dopo aver sviluppato il legame con il Pickrun di Inori, Chiffon è in grado di dire qualche parolina e farsi capire. Mentre gioca, la piccola rivela a Love e le altre l'esistenza di un quarto Pickrun, il che significa che potrebbe esserci una quarta Pretty Cure là fuori. Le ragazze si mettono dunque alla ricerca della chiave magica, cercando informazioni ovunque, ma anche dopo averla trovata quest'ultima sfugge di continuo. I tre al servizio di Labyrinth apprendono la notizia e, prima che si attivi una quarta Pretty Cure, decidono di passare all'attacco contro Peach, Berry e Pine: le Leggendarie Guerriere capiscono di non essere sufficientemente forti da sole e attirano gli avversari nello stesso luogo per batterli insieme. Pur non avendo più localizzato il quarto Pickrun, le ragazze sono felici almeno di aver protetto Miyuki dalle mani nemiche. |                   |                   |
| 15 | Le piume della discordia 「せつなとラブ 相手を思いやる心！」 - Setsuna to Rabu Aite wo omoiyaru kokoro! – "Setsuna e Love: il cuore premuroso da avversario!" | 10 maggio 2009    | 4 agosto 2012     |
| 15 | Moebius è spazientito perché i suoi sottoposti non si sono ancora impossessati di Infinity, la memoria che permetterà a Labyrinth di controllare tutti i mondi paralleli. Love intanto è felice di rivedere Setsuna, la quale invece la reputa sciocca e ingenua, e al loro incontro si aggregano anche Inori e Miki. Soular vaga in cerca di una fonte per creare Nakewameke e ne evoca uno con la capacità di far dire alle persone i loro veri pensieri, causando litigi e discussioni tra la gente. Volendo causare una spaccatura tra loro, Setsuna si finge triste quando Inori e Miki, colpite dal potere del Nakewameke, hanno perplessità su di lei; anche Love ne rimane colpita, lasciando sorpresa Setsuna quando la difende e le confessa di trovarla una brava persona. Il tentativo di rubare il Linkrun di Love non va come sperato e le Pretty Cure purificano il nemico. Miki e Inori si scusano con Setsuna per essere state troppo dirette e credono che in realtà lei tenga a Love. D'altra parte, Setsuna è confusa dalle tali parole. |                   |                   |
| 16 | Il festival culturale della paura! 「恐怖の文化祭！夜の学校に響く足音！！」 - Kyōfu no bunkasai! Yoru no gakkō ni hibiku ashioto!! – "Il festival culturale dell'orrore! Passi che echeggiano nella scuola di notte!!" | 17 maggio 2009    | 5 agosto 2012     |
| 16 | Nella scuola di Love si tiene l'annuale festival culturale e insieme ai compagni di classe è d'accordo nel realizzare una casa stregata. Durante l'allestimento e la ricerca dei materiali, Love non smette di battibeccare con Daisuke, ma lo comprende e anzi lo aiuta a farsi coraggio quando scoppia un violento temporale ed entrambi rimangono bloccati dentro l'edificio scolastico. Wester origlia una conversazione e crede erroneamente che Infinity si trovi in una scatola in mano a Daisuke; ne consegue un attacco nei pressi della scuola per cercare di sottrargliela, e Love non può trasformarsi di fronte a Daisuke, che in realtà è molto protettivo con lei. Una volta arrivate Cure Berry e Cure Pine, Cure Peach difende il comportamento lodevole di Daisuke nei suoi confronti e scaccia via Wester, il quale si accorge di non aver affatto trovato Infinity. Successivamente, la casa stregata viene aperta al pubblico. |                   |                   |
| 17 | Il nuovo potere di Cure Berry 「シフォンはまかせて！ベリーの新しい力！！」 - Shifon wa makasete! Berī no atarashī chikara!! – "Lasciate Chiffon a me! Il nuovo potere di Berry!!" | 24 maggio 2009    | 11 agosto 2012    |
| 17 | Il recente scontro con i Labyrinth ha evidenziato in Miki la differenza di potere rispetto alle compagne, che hanno sviluppato un legame più forte con Chiffon e i loro Pickrun. Ciò la porta a volersi occupare a tutti i costi di Chiffon e vedere così se anche lei ottiene il medesimo risultato. Tuttavia, la neonata è spesso a disagio nonostante Miki s'impegni al massimo per soddisfare i suoi bisogni. Vedendola stressata, persino sua madre Remi si preoccupa e ripensa ad un episodio in particolare, quando Miki da piccola era scomparsa perché si era nascosta giocando a nascondino. Allo stesso modo anche Chiffon è sparita e, quando la trova, Miki la sgrida per essersi allontanata da sola senza preavviso: la fata neonata comprende l'affetto di Cure Berry e stabilisce un legame col suo Pickrun, che a sua volta dona alla guerriera il potere del Cure Stick, la Berry Sword. Assieme alle altre Pretty Cure, sconfigge ancora Wester. |                   |                   |
| 18 | Un'amichetta per Chiffon 「プリキュアに会いたい！小さな女の子の願い！！」 - Purikyua ni aitai! Chīsana onnanoko no negai!! – "Voglio incontrare le Pretty Cure! Il desiderio di una bambina!!" | 31 maggio 2009    | 12 agosto 2012    |
| 18 | Mentre sono in ospedale a trovare Kazuki, cagionevole di salute, Love, Miki e Inori conoscono una bambina di nome Chika, la quale ha notato Chiffon e la crede un orsacchiotto di peluche. La madre di Chika spiega che la figlia dovrà presto subire un'operazione e, spaventata, ha scritto una lettera indirizzata alle Pretty Cure di cui è fan. Le ragazze vogliono incoraggiare Chika e scattano foto con autografi di pronta guarigione; anche Chiffon sembra preoccupata e con la sua magia le fa visita. Wester legge un articolo di una rivista sulle Pretty Cure e su quanto siano popolari e così decide di attaccarle pubblicamente per far disperare coloro che le ammirano. In un combattimento trasmesso alla TV, le tre Leggendarie Guerriere sono ostacolate e temono di non arrivare in tempo da Chika, che vorrebbe incontrarle prima dell'operazione. Con tutto ciò, sostenute da tanti, le Pretty Cure vincono contro Wester appena in tempo. Tutto va per il meglio e la bambina realizza dei braccialetti come regalo per le Pretty Cure e Chiffon. |                   |                   |
| 19 | La nuova carta! Il nuovo potere di Eas 「新たなカード！イースの新しい力！！」 - Aratana kādo! Īsu no atarashī chikara!! – "La nuova carta! Il nuovo potere di Eas!!" | 7 giugno 2009     | 18 agosto 2012    |
| 19 | Love, Miki e Inori vogliono partecipare ad una gara di ballo che si terrà a breve, ma Miyuki le avverte che le prove saranno più dure per prepararsi al meglio. Nel frattempo, Moebius affida ad Eas una speciale carta che rafforza i Nakewameke, da usare contro chi intralcia i loro piani. Love, Miki e Inori scelgono per il trio il nome Clover, che rappresenta il quadrifoglio e la loro città Yotsuba; sebbene si impegnino nelle prove di ballo, però, la stanchezza comincia a ripercuotersi nella quotidianità. Eas testa la nuova carta che rende il suo Nakewameke un più resistente Nakisakebe, anche se questo le causerà dolore e, nel peggiore dei casi, la morte. Le Pretty Cure rifiutano la resa, riuscendo con difficoltà a batterlo. Benché durante l'evocazione del mostro viene sempre più stritolata da tentacoli che la fanno soffrire fisicamente, Eas giura fedeltà a Moebius e a se stessa di eliminare le Pretty Cure. |                   |                   |
| 20 | Una scelta impegnativa 「ダンスとプリキュア⋯ どちらを選ぶ！？」 - Dansu to Purikyua… dochira wo erabu!? – "Danza e Pretty Cure… quale scegliere!?" | 14 giugno 2009    | 19 agosto 2012    |
| 20 | In preparazione alla gara di ballo, le ragazze cercano di conciliare la vita privata, la scuola, la danza e i doveri da Pretty Cure, ma ben presto diventano esauste. Tart, Chiffon e tutte le persone a loro vicine esprimono preoccupazione nei loro confronti, ma queste assicurano di stare bene. Setsuna finge di interessarsi a Love, consigliandole di concentrarsi esclusivamente su una cosa alla volta, nel tentativo di far abbandonare a lei e alle altre il ruolo di Pretty Cure. Poco dopo, Eas utilizza un secondo pezzo della speciale carta per evocare un Nakisakebe: Peach, Berry e Pine sono debilitate e riescono a malapena a sconfiggerlo. Mentre si dirigono alle prove di ballo dove Miyuki le aspetta, Love, Miki e Inori svengono per strada tra i passanti che chiamano un'ambulanza. |                   |                   |
| 21 | Una scelta impossibile 「４人目のプリキュアはあんさんや！！」 - Yo-nin-me no Purikyua wa ansan ya!! – "La quarta Pretty Cure sei tu!!" | 28 giugno 2009    | 25 agosto 2012    |
| 21 | Love e le altre vengono ricoverate per affaticamento e Tart, preoccupato, le prega di lasciare perdere il ballo e concentrarsi soltanto come Pretty Cure. Vista l'emergenza contro i Labyrinth, il furetto si mostra a Miyuki quando tutti gli indizi portano a lei e la supplica di diventare la quarta Pretty Cure per aiutare le altre, ma quest'ultima declina l'offerta. Tart allora ricorre a misure drastiche per impedire alle ragazze di partecipare alla gara di ballo, rubando loro i costumi di scena; mentre lo fa, però, si rende conto di quanto tutto ciò conti per loro e torna sui suoi passi, aiutato con sorpresa da Setsuna. Eas fa sì che la gara venga annullata e scatena un Nakisakebe che costringe Love, Miki e Inori a svelare la loro doppia identità di fronte a Miyuki, che la nemica crede si tratti della quarta guerriera che stanno cercando. Sconfitto il mostro, Miyuki si sente in colpa e rimprovera le ragazze per non averle detto di essere le Pretty Cure, perché così facendo avrebbe organizzato meglio le lezioni di ballo. Intanto alla dimora dei Labyrinth, consumata dal dolore, Eas crolla davanti al portone di casa.                                                                                    |                   |                   |
| 22 | Setsuna si toglie la maschera 「せつなとラブ あなたがイースなの！？」 - Setsuna to Rabu Anata ga Īsu na no!? – "Setsuna e Love: sei tu Eas!?" | 5 luglio 2009     | 26 agosto 2012    |
| 22 | Tart è più che certo che Miyuki sia la quarta guerriera e che sarà in grado di trasformarsi se mostrerà determinazione verso i nemici; per sicurezza, Love e le altre si offrono di proteggerla nel caso in cui i Labyrinth provassero nuovamente ad attaccarla. Setsuna ha esaurito tre delle quattro carte di Nakisakebe e sa di avere soltanto una possibilità per dar prova di sé. Si presenta dunque al concerto delle Trinity, ma è stremata e viene portata all'infermeria vicino proprio da Love, che si trova sul posto con Miki e Inori come guardia del corpo di Miyuki. Setsuna è infastidita dalla benevolenza di Love nei suoi confronti e ricorda a se stessa che non tradirebbe mai Moebius. Determinata a distruggere le Pretty Cure, Eas manda a monte il concerto. Cure Peach si accorge che la nemica, nonostante sia piuttosto forte, è straziata dal dolore fisico e le si avvicina perché non sopporta vederla in quello stato malgrado le sue azioni. Eas, arrabbiata per l'ennesima dimostrazione d'affetto nei suoi riguardi, si rivela nei panni di Setsuna sotto gli occhi increduli di Cure Peach. |                   |                   |
| 23 | La nascita di Cure Passion! 「イースの最期！キュアパッション誕生！！」 - Īsu no saigo! Kyua Passhon tanjō!! – "La fine di Eas! Cure Passion è nata!!" | 12 luglio 2009    | 1º settembre 2012 |
| 23 | Love è scioccata di aver scoperto che Setsuna è in realtà Eas. Miki cerca di farle capire che non è mai stata sua amica, ma che l'ha avvicinata con il pretesto di scoprire i loro punti deboli e annientarle. Love, al contrario, non accetta che Setsuna sia una nemica e decide di andare da lei. Cure Peach ed Eas danno inizio a un duro scontro corpo a corpo, durante il quale Eas, non avendo più nulla da perdere, confessa di invidiarla perché ha sempre trovato la felicità, cosa che Labyrinth disprezza. Mostrando un segno di amicizia dopo aver chiuso il combattimento alla pari, Eas muore all'improvviso: la nemica aveva ricevuto la lettera di Klein, collaboratore diretto di Moebius, che la informava che la sua vita era giunta al termine avendo fallito il suo compito. Love e le altre sono sconvolte dal fatto che persino la durata della vita sia controllata da Labyrinth, ma Chiffon usa i suoi poteri per richiamare il Pickrun rosso, Akarun, e fa rinascere la ragazza come la Pretty Cure della Felicità, Cure Passion; tuttavia, rifiuta di unirsi alle altre per le azioni passate che ha compiuto e va via. |                   |                   |
| 24 | Setsuna afferra la felicità 「せつなの苦悩 私は仲間になれない！」 - Setsuna no kunō Watashi wa nakama ni narenai! – "L'angoscia di Setsuna: non posso essere una vostra compagna!" | 19 luglio 2009    | 2 settembre 2012  |
| 24 | Setsuna non sa cosa fare perché ormai non può più tornare a Labyrinth e trova indegno essere una Pretty Cure, visto tutto ciò che ha causato nelle vesti di Eas. Nel frattempo Love, Miki e Inori pensano a come farla unire a loro e si domandano dove sia. Una volta trovata, Setsuna esita un attimo quando Love la invita alla cena al ristorante con i suoi genitori e lì si rende conto quanto abbia sbagliato nel cercare di distruggere i sorrisi e la felicità della gente. Wester minaccia la città, cercando di indurre Setsuna a tornare al servizio di Labyrinth, ma lei afferma che la vita di Eas è finita e dopo qualche momento di incertezza accetta il ruolo di Cure Passion, soccorrendo Cure Peach con il potere della Passion Harp. Infine, con il consenso dei genitori, Love propone a Setsuna di andare a vivere a casa sua, che per la gioia si commuove. |                   |                   |
| 25 | La rinascita di Setsuna 「イース対パッション！？私は生まれ変わる！！」 - Īsu tai Passhon!? Watashi wa umarekawaru!! – "Eas contro Passion!? Io sono rinata!!" | 26 luglio 2009    | 8 settembre 2012  |
| 25 | Setsuna sembra pian piano accettare la sua nuova vita e, visto il trasferimento a casa di Love, è alle prese con l'arredamento della sua stanza. Successivamente al parco, la ragazza incontra il cane Lucky e il suo padroncino Takeshi e si rattrista riportando alla mente il ricordo di averli attaccati quando era Eas. Love e le altre sono consapevoli delle sue preoccupazioni, ma sanno che è qualcosa che lei deve risolvere da sola con se stessa per poter andare avanti. Soular utilizza l'ombra di Setsuna per creare un Nakewameke dalle sembianze di Eas: angosciata dalla visione, prova a scappare, ma le compagne la convincono a restare e combattere al loro fianco. In conclusione, Cure Passion afferma senza termini che non è più Eas e che i tentativi dei Labyrinth di farla tornare da loro sono vani, anche se rifiutano di accettarlo. Più tardi, Setsuna aiuta Takeshi ad addestrare Lucky. |                   |                   |
| 26 | I quattro cuori 「４つのハート！私も踊りたい！！」 - Yottsu no hāto! Watashi mo odoritai!! – "I quattro cuori! Anch'io voglio ballare!!" | 2 agosto 2009     | 9 settembre 2012  |
| 26 | A seguito degli ultimi avvenimenti che le hanno viste impegnate, le ragazze vorrebbero ricominciare le lezioni di ballo, e Love invita anche Setsuna. Vedendole ormai fuori forma, Miyuki propone uno speciale allenamento al campo estivo in riva al mare. Inori rivede in Setsuna la stessa vergogna che aveva lei agli inizi nell'esibirsi e le dà consigli nella speranza di aiutarla, quando lei le confessa di trovare il ballo una cosa piacevole ma che non sa sorridere apertamente perché sono cose mai esistite a Labyrinth. Wester, dopo aver preso il treno sbagliato che l'ha portato in montagna, giunge al mare e attacca dove si trovano le Pretty Cure, le quali gli rispondono prontamente. A fine giornata, Setsuna rimane meravigliata che Inori abbia cucito una tuta da ballo anche per lei, in modo da infonderle coraggio; esprime così il desiderio di unirsi al gruppo di ballo, con Love e le altre che accettano volentieri, ribadendo come ora sono un vero quadrifoglio che porta felicità. |                   |                   |
| 27 | La fiera di Clovertown 「夏だ！祭りだ！オードリー！！」 - Natsu da! Matsuri da! Ōdorī!! – "L'estate! Il festival! Audrey!!" | 9 agosto 2009     | 15 settembre 2012 |
| 27 | A Clovertown, il quartiere dove vivono Love e le altre, si svolge la tradizionale fiera estiva con mercatini e bancarelle. Durante la giornata sono previste diverse competizioni e le ragazze decidono di iscriversi a quella di ballo per sorprendere Miyuki e mostrarle cosa hanno imparato finora. Inoltre è stata annunciata l'esibizione del duo comico manzai Audrey, cosa che entusiasma Tart in quanto è un loro grande fan. Chiffon utilizza per divertimento i suoi poteri e scambia l'iscrizione per la gara di ballo con quella per la gara di manzai: con un fuori programma così inatteso, Love e le altre riescono nella loro goffaggine a far ridere il pubblico. Nel frattempo, Tart perde il gruppo per le vie del quartiere e incontra gli Audrey. Nel momento in cui gli Audrey sono sul palco, Wester sferra un Nakewameke e Love e le altre sono costrette ad agire. Grazie anche all'aiuto degli Audrey, le Pretty Cure riportano la normalità e si fanno promettere di non rivelare la loro doppia identità. La fiera di Clovertown si conclude con l'esibizione degli Audrey, riscuotendo successo. |                   |                   |
| 28 | Il mondo dei ricordi 「大切な記憶！おじいちゃんとの思い出！！」 - Taisetsuna kioku! Ojī-chan to no omoide!! – "Preziose memorie! I ricordi con il nonno!!" | 16 agosto 2009    | 16 settembre 2012 |
| 28 | In uno studio fotografico, Love trova appesa una foto della sua famiglia con il nonno materno Genkichi, del quale però ricorda poco essendo stata piccola quando lui è morto, se non che possedeva un'attività dove confezionava tatami a mano. Soular usa un Nakewameke in grado di immortalare lo scatto di un'immagine per sempre e colpisce Cure Peach spiegando che, poiché sta rivivendo un suo prezioso ricordo, non si sveglierà mai più. Love si ritrova così bambina nel passato, dove incontra suo nonno che lavora ancora a mano i tatami; la ragazza è affascinata dalla sua bontà e onestà e non sente più di dover tornare al presente. Chiffon però riesce con i suoi poteri a raggiungerla e avvisarla che le compagne hanno bisogno di lei. Il nonno capisce che non è quello il posto che appartiene alla nipote e, dopo averle spiegato il significato dietro al suo nome, ovvero piena di amore, la saluta. Cure Peach si risveglia e aiuta le altre guerriere a scacciare via Soular. |                   |                   |
| 29 | La vera identità di Kaoru! 「謎だらけの男！カオルちゃんの正体！？」 - Nazo darake no otoko! Kaoru-chan no shōtai!? – "L'uomo pieno di misteri! L'identità di Kaoru!?" | 23 agosto 2009    | 22 settembre 2012 |
| 29 | Kaoru, l'uomo che vende ciambelle al parco, è sempre stato enigmatico e non si sa chi sia veramente. Una donna altrettanto misteriosa lo contatta per informarlo della scomparsa del piccolo principe Jeffrey della famiglia reale di Mekurumeku, che ha portato via con sé un gioiello prezioso che il ladro Get Mouse sta cercando. Intanto Love e le amiche sono in pensiero perché il chiosco di Kaoru è chiuso da giorni e si chiedono dove sia andato. Incontrano poi un bambino straniero, che si scopre essere Jeffrey, scappato perché i genitori non sono premurosi con lui. Get Mouse si scopre essere il maggiordomo della famiglia reale, che afferra il gioiello e Jeffrey come ostaggio per scappare. Quando anche Labyrinth fa la sua mossa, il sostegno di Kaoru diventa fondamentale per le Pretty Cure e permette la sconfitta di Wester e la cattura di Get Mouse. La donna misteriosa chiede dunque a Kaoru di lavorare con lei e il loro gruppo come un tempo, ma lui rifiuta e torna a vendere ciambelle. Alla fine, Love e le altre pensano che l'identità dell'uomo è ancora più misteriosa di prima. |                   |                   |
| 30 | Tart è nei guai! 「タルト危機一髪！正体がばれちゃう！？」 - Taruto kiki ippatsu! Shōtai ga barechau!? – "La situazione critica di Tart! La sua vera natura è esposta!?" | 30 agosto 2009    | 23 settembre 2012 |
| 30 | Tart si sente poco bene, ma Inori suggerisce di non portarlo alla clinica veterinaria perché non è un furetto normale. Ignara della situazione, la madre di Love lo trova malato e lo porta per farlo curare. Il padre di Inori fa notare come a Tart manchi l'ombelico, cosa impossibile per dei mammiferi, e un reporter televisivo sente lo scoop e scatta delle foto come prove, convinto che questo gli farà guadagnare popolarità. Di conseguenza, la notizia che Tart sia un animale speciale si diffonde e una folla travolgente si presenta davanti alla clinica. Le cose peggiorano quando arriva Wester che distrae tutti con un Nakewameke: le Pretty Cure lo battono e salvano Tart e gli altri animali, mentre il reporter Yoshida si scusa capendo che, invece di concentrarsi sull'aumento degli ascolti, dovrebbe presentare animali domestici felici e sani nel suo programma. Con Tart di umore migliore e sentendosi più in salute, Love e Setsuna gli chiedono perché avesse mal di stomaco scoprendo, prima che possa rispondere, che ha mangiato tutto il loro gelato. |                   |                   |
| 31 | Promesse non mantenute 「ラブと大輔 仲直りのしかた！」 - Rabu to Daisuke Nakanaori no shikata! – "Love e Daisuke: come riconciliarsi!" | 6 settembre 2009  | 29 settembre 2012 |
| 31 | Setsuna inizia a frequentare la stessa scuola di Love, stringendo subito amicizia con i compagni di classe e dimostrandosi piuttosto brava nelle materie. Daisuke però, dopo aver provato più volte a parlarci in disparte, accusa Love di passare troppo tempo con Setsuna. La ragazza sembra non capire cosa sia successo, finché non ricorda di aver dimenticato la promessa a Daisuke di andarlo a vedere agli allenamenti di baseball. Si sente così in difetto ed è indecisa sul da fare, ma le amiche le consigliano di andare a vederlo, dato che è diventato membro fisso della squadra, e che sarà felice del sostegno nonostante la loro discussione. Il giorno della partita Daisuke è nervoso e gioca male, ma arriva Love a spronarlo e, anche se la squadra perde, finisce per essere contento di aver fatto del suo meglio. Sul campo, le Pretty Cure ingaggiano e vincono una partita di baseball contro dei Nakewameke di Wester. Infine, Daisuke confessa senza saperlo a Cure Peach di voler fare pace con Love; entrambi si scusano fino a che l'ennesima divergenza li porta a ricominciare a litigare. |                   |                   |
| 32 | Le Pretty Cure nel Paese dei Dolci 「さようなら！タルトとシフォン！！」 - Sayōnara! Taruto to Shifon!! – "Addio! Tart e Chiffon!!" | 13 settembre 2009 | 30 settembre 2012 |
| 32 | Poiché è riuscito nell'impresa di radunare tutte e quattro le Pretty Cure, Tart deve rientrare insieme a Chiffon nel Paese dei Dolci. Love e le altre sono scosse dall'improvvisa partenza e seguono i due nel Paese, dove apprendono che Tart ne è il principe e incontrano i regnanti, Waffle e Madeleine, e la sua fidanzata, Azukina. L'Anziano Tiramisu spiega a Tart che deve recarsi nella Foresta dei Fagioli Dolci per recuperare un carillon, chiamato Clover Box, ma di stare attento allo spirito maligno che vi aleggia. Nel cammino, le Pretty Cure vengono attaccate e Tart si rende conto che qualcuno ha rotto il sigillo che teneva a bada il mostro. Azukina confessa di essere stata lei a liberarlo perché così facendo Tart sarebbe rimasto nel regno a combatterlo e non sarebbe più partito, ma capisce il suo errore e permette alle Pretty Cure di sigillarlo nuovamente, prelevando lei stessa preleva l'oggetto da portare all'Anziano. Quest'ultimo affida la Clover Box, che secondo lui contiene la chiave per salvare il mondo, a Tart e Chiffon che possono tornare con le Pretty Cure sulla Terra. |                   |                   |
| 33 | Le paure di Miki e Setsuna 「美希とせつなのこわいもの！」 - Miki to Setsuna no kowaimono! – "Ciò di cui hanno paura Miki e Setsuna!" | 20 settembre 2009 | 7 ottobre 2012    |
| 33 | Le ragazze organizzano un'uscita per fare shopping. Inori comunica all'ultimo minuto di non poter venire perché i genitori hanno bisogno di aiuto nella clinica veterinaria, mentre Love ha preso improvvisamente la febbre. Miki realizza così che è la prima volta in cui si trova con Setsuna senza le altre, e tra le due si crea un leggero imbarazzo perché non sanno di cosa parlare e hanno punti di vista diversi su qualsiasi cosa. La campagna pubblicitaria di un venditore ambulante di takoyaki risveglia in Miki la paura che ha sin da bambina dei polpi, ma trova in Setsuna un conforto perché anche lei ha le sue paure, come quella di perdere le amiche. Wester utilizza la bancarella dei takoyaki per evocare un Nakewameke, e Cure Passion si ritrova sola a fronteggiarlo. Cure Berry sa che non è giusto che la compagna combatta da sola e con fatica affronta la sua paura, sancendo un'intesa tra le due quando Wester accusa l'ex alleata di essere una traditrice. In seguito, Miki mostra alle amiche il vestito che Setsuna le ha consigliato di comprare e mettere alla sua prossima audizione. |                   |                   |
| 34 | La lunga notte 「インフィニティ現れる！明日を取り戻せ！！」 - Infiniti arawareru! Ashita wo torimodose!! – "Appare Infinity! Riprendiamo il domani!!" | 27 settembre 2009 | 14 ottobre 2012   |
| 34 | Il Misuratore d'Infelicità è quasi pieno e Soular e Wester decidono di coalizzarsi per sferrare un ultimo attacco ai danni delle persone e riempirlo definitivamente. Setsuna ne parla al riguardo con Love, Miki e Inori e afferma che quando l'indicatore raggiungerà il suo massimo, apparirà Infinity, la memoria che permetterà a Moebius di controllare tutti i mondi paralleli senza limiti. Alla sera, Soular e Wester creano un Nakewameke in grado di bloccare il tempo: la reazione della gente è di disperazione perché vedono come la notte sembri non avere mai termine. Le Pretty Cure lottano i nemici con la promessa di riprendere il domani per tutti, riuscendo infine a far sì che il sole sorga di nuovo. Il Misuratore d'Infelicità però completa la sua quantità massima e tutto d'un tratto gli occhi e il marchio sulla fronte di Chiffon si spengono, rivelando essere lei Infinity, la memoria infinita che i Labyrinth cercano. |                   |                   |
| 35 | Il segreto di Chiffon 「シフォンの隠された秘密！」 - Shifon no kakusareta himitsu! – "Il segreto nascosto di Chiffon!" | 4 ottobre 2009    | 20 ottobre 2012   |
| 35 | Chiffon, rivelatasi essere Infinity, sparisce e fa perdere le sue tracce. Le ragazze sono preoccupate e, insieme a Tart, la cercano ovunque ma senza risultati. L'Anziano Tiramisu giunge sulla Terra e rivela che Chiffon non proviene dal Paese dei Dolci, ma bensì è caduta come una meteora assieme alla Clover Box nella foresta del regno ed è stata segretamente allevata da lui e il Re Waffle. Wester e Soular vengono incaricati di rintracciare Infinity ed esplorano i mondi paralleli alla sua ricerca, ma Chiffon continua a teletrasportarsi senza sosta, rendendo difficile catturarla. Le Pretty Cure si ritrovano davanti Chiffon mentre la cercano e fanno di tutto per farla tornare in sé, iniziando un combattimento contro Wester e Soular. Grazie alla ninnananna della Clover Box, Chiffon riprende i sensi e tutti esprimono gioia. |                   |                   |
| 36 | Una nuova nemica! 「新たな敵！その名はノーザ！！」 - Aratana teki! Sono na wa Nōza!! – "Una nuova nemica! Il suo nome è Northa!!" | 11 ottobre 2009   | 27 ottobre 2012   |
| 36 | A Wester e Soular viene affidato l'Infinity Radar, che li aiuterà a localizzare velocemente Infinity ogni volta che si manifesterà. Le ragazze temono che Chiffon si trasformi e sparisca come la volta scorsa, e Love suggerisce di non farsi sopraffare da tali pensieri. Al parco, mentre Love ricorda quando da piccola giocava con Miki e Inori a raccogliere le ghiande, Chiffon diventa Infinity, ma torna subito alla normalità grazie alla Clover Box suonata da Tart. Soular e Wester però captano il segnale radar e giungono sul luogo, schierando due Nakewameke. Una donna, che sembra passare lì per caso, insulta l'operato dei due ragazzi e si rivela come Northa, il membro di rango più alto a Labyrinth; dotata di grande potere, evoca un ulteriore mostro chiamato Sorewatase, che assorbe gli altri due. Le Pretty Cure faticano a contrastare ciò, ma il pianto di Chiffon fa sì che la Clover Box doni loro potenza. Dopo lo scontro, Northa usa l'energia del Misuratore d'Infelicità per annaffiare e creare dei Sorewatase, informando di essere entrata in azione. |                   |                   |
| 37 | Il potere della Clover Box! 「シフォンを守れ！プリキュアの新しい力！！」 - Shifon wo mamore! Purikyua no atarashī chikara!! – "Proteggiamo Chiffon! Il nuovo potere delle Pretty Cure!!" | 18 ottobre 2009   | 3 novembre 2012   |
| 37 | La comparsa di Northa, più forte rispetto agli altri nemici, desta preoccupazione. Per proteggere al meglio Chiffon, Miyuki mette a punto un piano d'allenamento specifico per ognuna delle quattro Pretty Cure. Alla villa dei Mikoshiba, la famiglia di Kento proprietaria di un grande gruppo industriale, Cure Peach, Cure Berry, Cure Pine e Cure Passion allenano i loro punti di forza individuali, ma sono scoordinate quando Miyuki dice loro di ballare insieme come allenamento finale. Chiffon ridiventa Infinity e Wester, consigliato da Northa, attacca le Pretty Cure con un Sorewatase. Le quattro guerriere si rendono conto che il ballo come allenamento finale serviva a sincronizzare i loro cuori e, con un lavoro di squadra, ottengono il potere della Clover Box che non lascia scampo al nemico. Chiffon ritorna normale e le Pretty Cure promettono di impegnarsi a proteggerla d'ora in avanti. |                   |                   |
| 38 | Alla ricerca della Clover Box! 「クローバーボックスをさがせ！！」 - Kurōbā Bokkusu wo sagase!! – "Troviamo la Clover Box!!" | 25 ottobre 2009   | 10 novembre 2012  |
| 38 | Tart, dopo aver passato l'intera notte a suonare la Clover Box affinché Chiffon non si trasformasse in Infinity, è stanco. Miki si offre di suonare il carillon al posto suo, ma si distrae quando riceve una telefonata e una bambina che voleva giocare con l'oggetto rischia di essere investita da un'auto. Nel trambusto, la Clover Box viene persa e, senza di essa, Chiffon rischia di diventare Infinity con possibilità di non ritorno. Miki s'incolpa di essere stata negligente ma, dopo un momento di sconforto, decide di reagire perché vuole che Chiffon torni a sorridere. Mentre Love tiene a bada Chiffon, gli altri si mettono alla ricerca della Clover Box. Soular riceve un seme di Sorewatase da parte di Northa e rintraccia l'oggetto che stanno cercando: Cure Berry arriva in tempo per battersi e consegna a Tart la Clover Box affinché la porti a Love e la suoni per Chiffon. Una volta scacciato via il nemico, le ragazze si chiedono se il canto senza Clover Box abbia influito sulla piccola, che non è svanita come le volte precedenti. |                   |                   |
| 39 | In gita a Okinawa 「ケンカは禁止？沖縄修学旅行！！」 - Kenka wa kinshi? Okinawa shūgakuryokō!! – "Litigare è vietato? La gita scolastica a Okinawa!!" | 8 novembre 2009   | 17 novembre 2012  |
| 39 | La classe di Love e Setsuna va in gita a Okinawa. Daisuke, che è originario del luogo, si offre come guida turistica spiegando varie usanze e tradizioni come le statue decorative Shīsā. Il piano di Daisuke è quello di non litigare con Love almeno per tutta la durata della gita e creare così dei bei ricordi con lei, ma si dimostra piuttosto difficile riuscirci. Chiffon torna di nuovo ad essere Infinity e svanisce nella foresta di Okinawa prima che Tart suoni la Clover Box; Love si addentra per cercarla e si ritrova faccia a faccia con Wester che ha seguito il segnale di Infinity. Daisuke rimane coinvolto nell'attacco, ma viene salvato da Cure Peach e racconta quale fosse il suo desiderio in vista della gita di classe. Setsuna recupera Inori e Miki e tutte e quattro le Pretty Cure sconfiggono il nemico, dopo che Chiffon torna in sé. Al ritorno, Love si scusa con Daisuke per essere andata nella foresta da sola, nonostante lui l'avesse avvertita dei pericoli, e la gita si conclude con gioia. |                   |                   |
| 40 | La mamma è nei guai! 「せつなとラブ お母さんが危ない！」 - Setsuna to Rabu Okā-san ga abunai! – "Setsuna e Love: la mamma è in pericolo!" | 15 novembre 2009  | 24 novembre 2012  |
| 40 | Per avvicinarsi ad Infinity e catturarla, Northa scambia la madre di Love, Ayumi, con un clone Sorewatase. Il comportamento diverso dal solito della donna però non sfugge a Setsuna, che capisce subito la situazione. Insieme a Miki e Inori, ricostruisce passo per passo dove si è recata la donna prima che venisse scambiata e la trovano rinchiusa all'interno di uno specchio nei bagni di un ristorante. Love si domanda perché Setsuna abbia trattato in malo modo sua madre, dopo che l'ha accolta in casa come una figlia, ma si rende conto anche lei che non si tratta di quella vera quando, parlandoci, non chiama Setsuna col nomignolo "Sets" e non riconosce quale dei due bracciali che ha creato appartiene a lei. Il Sorewatase si manifesta quindi nella sua forma e le Pretty Cure lo finiscono nel frattempo che Chiffon ritorna alla normalità a seguito della trasformazione in Infinity. A casa, Setsuna chiama Ayumi mamma per la prima volta. |                   |                   |
| 41 | Un invito speciale 「祈里と健人の船上パーティ！」 - Inori to Kento no senjō pāti! – "La festa sulla nave di Inori e Kento!" | 22 novembre 2009  | 1º dicembre 2012  |
| 41 | Kento consegna con timidezza a Inori l'invito alla festa organizzata dalla sua famiglia su una nave da crociera. Lei, incerta se partecipare o meno, alla fine sceglie un vestito e accetta. A bordo, tra sguardi indiscreti e spettacoli da circo, Kento confessa a Inori di sentire il peso dell'azienda di famiglia che, un giorno, erediterà. A insaputa di tutti, anche Wester è sulla nave, che rende un Sorewatase con l'intenzione di farla schiantare nel porto se le Pretty Cure non gli daranno Infinity. Cure Passion ha l'idea di far evacuare i passeggeri grazie al potere del suo Pickrun, Akarun, mentre Inori e Kento, rimasti a bordo, mettono in salvo gli animali da circo. Per rintracciare il mostro che ha preso il controllo, Cure Pine si fa guidare da Kento dentro la nave, e una volta rintracciato lo sconfigge anche grazie all'aiuto degli animali. Arrivati sani e salvi a riva, Kento si congratula con Inori per l'ottimo lavoro di salvataggio, esprimendo la volontà di invitare sia lei che Cure Pine ad un'altra festa, senza sapere che si tratta della stessa persona. |                   |                   |
| 42 | Un invito da Labyrinth 「ラビリンスからの招待状！」 - Rabirinsu kara no shōtaijō! – "L'invito dai Labyrinth!" | 29 novembre 2009  | 30 agosto 2012    |
| 42 | Northa fa recapitare una lettera a Setsuna in cui le scrive che può tornare a Labyrinth a patto che si schieri dalla loro parte come un tempo. Love e le altre pensano che distruggere il Misuratore d'Infelicità possa impedire per sempre a Chiffon di trasformarsi in Infinity. Setsuna sa che chiunque distrugga il macchinario verrebbe travolto dall'energia del dolore e non avrebbe scampo di salvezza, ma se ne assume l'incarico e, senza dire nulla alle amiche, finge di accettare la proposta di Northa. Giunta dinanzi al misuratore, Northa però la mette all'angolo, rivelandole che era tutto una trappola. Love, Miki e Inori avvertono che la compagna è scomparsa e si dirigono alla casa nel bosco, ma Wester e Soular sbarrano loro la strada. Northa riesce a soggiogare Setsuna, dicendole che non ha alcun diritto di essere una Pretty Cure avendo lei stessa contribuito a riempire il misuratore. Peach, Berry e Pine raggiungono il cuore di Passion, ricordandole di essere al suo fianco, e insieme fanno ritirare i nemici. Northa ha così la prova che le Pretty Cure sono più unite di ciò che credeva. |                   |                   |
| 43 | La magica Chiffon! 「世界を救え！プリキュア対ラビリンス！！」 - Sekai wo sukue! Purikyua tai Rabirinsu!! – "Salviamo il mondo! Pretty Cure contro Labyrinth!!" | 6 dicembre 2009   | 15 dicembre 2012  |
| 43 | Dopo essere venute a conoscenza che se distruggono il Misuratore d'Infelicità, Chiffon non dovrà più trasformarsi in Infinity, le Leggendarie Guerriere entrano tutte insieme nella dimora dei Labyrinth. Northa escogita un piano e porta le Pretty Cure ad avere allucinazioni. Alla vista di un mondo che sembrano non riconoscere, Cure Peach e le altre capiscono che si tratti di un falso e riprendono coscienza, salvo poi ritrovarsi a combattere inconsapevolmente l'una contro l'altra. Chiffon riesce col suo potere a svegliarle una volta per tutte, ma Northa non ha alcuna intenzione di risparmiarsi e trasforma il Misuratore d'Infelicità in un Sorewatase: con la distruzione di esso per mano delle Pretty Cure, la nemica aveva previsto che l'energia contenuta al suo interno si sarebbe sparsa nel mondo causando una catastrofe. A sorpresa, Chiffon chiede alle Pretty Cure di utilizzare i Cure Stick e la Passion Harp su di lei e salva la situazione, dissipando l'energia malvagia. |                   |                   |
| 44 | Il sibilo della foglia misteriosa 「妖しき草笛！奪われたシフォン！！」 - Ayashiki kusabue! Ubawareta Shifon!! – "Il sibilo sospetto! Chiffon rapita!!" | 13 dicembre 2009  | 22 dicembre 2012  |
| 44 | La gara di ballo, che era saltata, verrà disputata a breve e Love e le altre sono cariche, anche perché Chiffon non è più diventata Infinity da quando il Misuratore d'Infelicità è stato distrutto. Miyuki suggerisce al fratello Daisuke di partecipare con Yuki e Kento alla gara; pur senza esperienza, il trio migliora e Daisuke promette che se vince si dichiarerà a Love. Nel frattempo, Northa pone la luce del marchio di Infinity, di cui si è impossessata nell'ultimo scontro, assieme ad una foglia dentro un barattolo e spiega che, quando essa diventerà nera, niente potrà impedire a Infinity di palesarsi. I Labyrinth fanno in modo che le Pretty Cure siano impegnate con un Nakewameke, mentre un Sorewatase rapisce Chiffon, la quale diventa Infinity a causa del sibilo della foglia. Le Pretty Cure vedono così la piccola essere portata via sotto i loro occhi e non possono fare nulla. Riguardo alla gara di ballo, il gruppo di Love accede al turno successivo, mentre quello di Daisuke no e lui se ne dispiace, raccontando a Cure Peach quale fosse il suo intento, senza sapere di star parlando proprio con Love. |                   |                   |
| 45 | Le Pretty Cure si rivelano 「４人はプリキュア！クリスマスイブの別れ！！」 - Yo-nin wa Purikyua! Kurisumasu ibu no wakare!! – "Noi quattro siamo le Pretty Cure! La separazione alla vigilia di Natale!!" | 20 dicembre 2009  | 29 dicembre 2012  |
| 45 | Con la cattura di Infinity, Moebius può dare inizio alla conquista di tutti i mondi paralleli. Love e le altre sono tristi al pensiero di non essere riuscite a proteggere Chiffon e, assieme a Tart, chiedono l'aiuto dell'Anziano Tiramisu. Azukina li informa però che tutti nel Paese dei Dolci hanno cominciato ad essere controllati da Moebius, compreso l'Anziano, e che lei è l'unica ad essersi salvata. Onde evitare di prendere scelte avventate, Love, Miki, Inori e Setsuna rivelano di essere le Pretty Cure a parenti e amici, ribadendo che devono salvare Chiffon dai Labyrinth che vogliono controllare tutte le cose esistenti. I genitori delle ragazze sono sorpresi e si oppongono a tale decisione, perché temono per la loro incolumità, ma Love e le altre devono compiere il loro ruolo di guerriere e scappano di nascosto. I genitori capiscono che soltanto loro possono salvare il mondo e, a malincuore, le salutano prima che partano verso Labyrinth. |                   |                   |
| 46 | L'ultimo combattimento di Soular e Wester 「サウラーとウエスター 最期の戦い！！」 - Saurā to Uesutā Saigo no tatakai!! – "Soular e Wester: l'ultima battaglia!!" | 3 gennaio 2010    | 5 gennaio 2013    |
| 46 | Le Pretty Cure, Tart e Azukina giungono a Labyrinth e trovano un mondo grigio dove gli abitanti sono assoggettati alle regole di Moebius. Il gruppo si dirige alla base dei nemici, ma trovano difficoltà ad attenderle, finendo per perdersi e separarsi. Cure Berry e Cure Passion vengono spedite nella zona rifiuti di Labyrinth, dove Soular e Wester si offrono di batterle. Le due Pretty Cure tentano di dialogare con gli avversari, dicendo loro che è sbagliato quello che fa Moebius, ma loro non vogliono ascoltarle e si impegnano a portare a termine la missione che il Maestro gli ha affidato. Nel momento in cui Moebius dà l'ordine di aprire il vortice della cancellazione per sbarazzarsi di Cure Berry e Cure Passion, Wester e Soular comprendono che il loro capo ha solo schiavizzato i suoi seguaci e di non contare nulla ai suoi occhi. Prima di venire risucchiati dal vortice che li condurrà alla morte, Soular e Wester riescono a mettere in salvo Cure Berry e Cure Passion. |                   |                   |
| 47 | Il mondo sta cambiando! 「世界が変わる！ドーナツが起こした奇跡！！」 - Sekai ga kawaru! Dōnatsu ga okoshita kiseki!! – "Il mondo sta cambiando! Il miracolo che hanno compiuto le ciambelle!!" | 10 gennaio 2010   | 12 gennaio 2013   |
| 47 | Dentro alla base nemica, Tart e Azukina ritrovano Chiffon in ostaggio in stato di Infinity, ma quando tentano di liberarla vengono catapultati fuori, ritrovandosi nel centro della città. Lì, incontrano una bambina dagli occhi spenti, alla quale Tart offre una ciambella per tirarla su di morale. Intanto Cure Peach e Cure Pine si scontrano con Northa e non sono d'accordo che Moebius controlli ogni cosa, preferendo la libertà anche di sbagliare. La battaglia viene vista in tutta Labyrinth e Tart e Azukina per incoraggiare le Pretty Cure si mettono a suonare la Clover Box: agli abitanti del posto sembra destare l'attenzione e, in un momento di ribellione, aiutano i due furetti ad amplificare il suono. Grazie a questo, Berry e Passion si riuniscono a Peach e Pine, mentre Tart ricompensa i cittadini per il loro aiuto con dei sacchetti di ciambelle che si era portato dietro nel viaggio. Northa non si dà per vinta e, pur di eliminare le Pretty Cure, ingerisce lei stessa un seme di Sorewatase mutando in un mostro. |                   |                   |
| 48 | La battaglia finale! 「最終決戦！キュアエンジェル誕生！！」 - Saishū kessen! Kyua Enjeru tanjō!! – "La decisiva battaglia finale! Le Cure Angel sono nate!!" | 17 gennaio 2010   | 19 gennaio 2013   |
| 48 | Le Pretty Cure fanno del loro meglio per combattere Northa, divenuta un enorme Sorewatase. Quasi la totalità degli abitanti di Labyrinth sono ormai fuori dal controllo di Moebius e osservano la battaglia; Klein, furioso perché non eseguono più gli ordini impartiti, scende in campo. In nome del Maestro Moebius, Klein e Northa si fondono insieme dando vita ad un nuovo essere resistente e forte, il quale mette in serio pericolo le Pretty Cure. All'improvviso, Wester e Soular appaiono davanti a tutti e, insieme agli altri abitanti di Labyrinth che desiderano la pace, esprimono incoraggiamento verso le Leggendarie Guerriere, piuttosto indebolite: i quattro Pickrun acquisiscono le ali e le Pretty Cure ottengono la trasformazione in Cure Angel, pronte ad affrontare il nemico. |                   |                   |
| 49 | La vera identità di Moebius! 「驚きの真実！メビウスの本当の姿！！」 - Odoroki no shinjitsu! Mebiusu no hontō no sugata!! – "La verità sorprendente! La vera forma di Moebius!!" | 24 gennaio 2010   | 26 gennaio 2013   |
| 49 | Il potere delle Cure Angel sconfigge l'essere formato da Northa e Klein, che ritornano così alla loro forma originaria di pianta e lucertola. Wester e Soular rivelano di essere tornati in vita grazie a Chiffon per lavorare al servizio del bene; questo dà la speranza a Peach e le altre che la piccola possa essere ancora salvata. Cavalcando un Hohoemina, il corrispettivo buono di un Nakewameke nato da una piuma delle Cure Angel, il gruppo arriva in cima alla torre di Labyrinth e trova Chiffon come Infinity sotto l'influenza di Moebius. Cure Passion cerca di far desistere quello che era il suo superiore nel continuare con i suoi modi malvagi a conquistare mondi paralleli, ma lui non sente ragione. Un attacco delle Cure Angel distrugge il corpo di Moebius, che si svela essere soltanto un robot pieno di ingranaggi. La vera forma del nemico in realtà è quella di un super computer, che si è ribellato ai suoi creatori, e giura alle Pretty Cure che è arrivato il momento di sconfiggerle. |                   |                   |
| 50 | Un mondo pieno di gioia! 「笑顔がいっぱい！みんなで幸せゲットだよ！！」 - Egao ga ippai! Minna de shiawase getto da yo!! – "Un pieno di sorrisi! Tutti afferreranno la felicità!!" | 31 gennaio 2010   | 2 febbraio 2013   |
| 50 | Assoggettando tutti al suo volere, grazie ad Infinity, Moebius comincia ad immagazzinare una grande quantità di dati di coloro che non sono ancora sotto il suo controllo. Le Cure Angel, Wester e Soular, e Tart e Azukina si oppongono all'idea di un mondo così grigio e iniziano a combatterlo. Moebius, resosi conto di non riuscire a contrastare le Pretty Cure, attiva la sua funzione di autodistruzione affinché vengano tutti eliminati assieme a lui: il gruppo delle Cure Angel unisce così i loro sentimenti per raggiungere Chiffon e sottrarla dall'imminente esplosione. Dopo una lunga battaglia, Chiffon riesce a salvarsi e Labyrinth torna ad essere un Paese pacifico, così come tutti i restanti mondi paralleli. Tornate a casa, Love e le altre vincono la finale della gara di ballo, con tutti gli amici che fanno il tifo per loro. In conclusione, Love non dà una chiara risposta alla dichiarazione d'amore di Daisuke, Miki continua la sua carriera da modella, Inori studia per diventare veterinaria, Setsuna torna a Labyrinth con Wester e Soular con la volontà di far sorridere gli abitanti, mentre Tart, Azukina e Chiffon rientrano al Paese dei Dolci. Tutti si impegnano così ad afferrare la felicità.          |                   |                   |